# Basalto picrítico

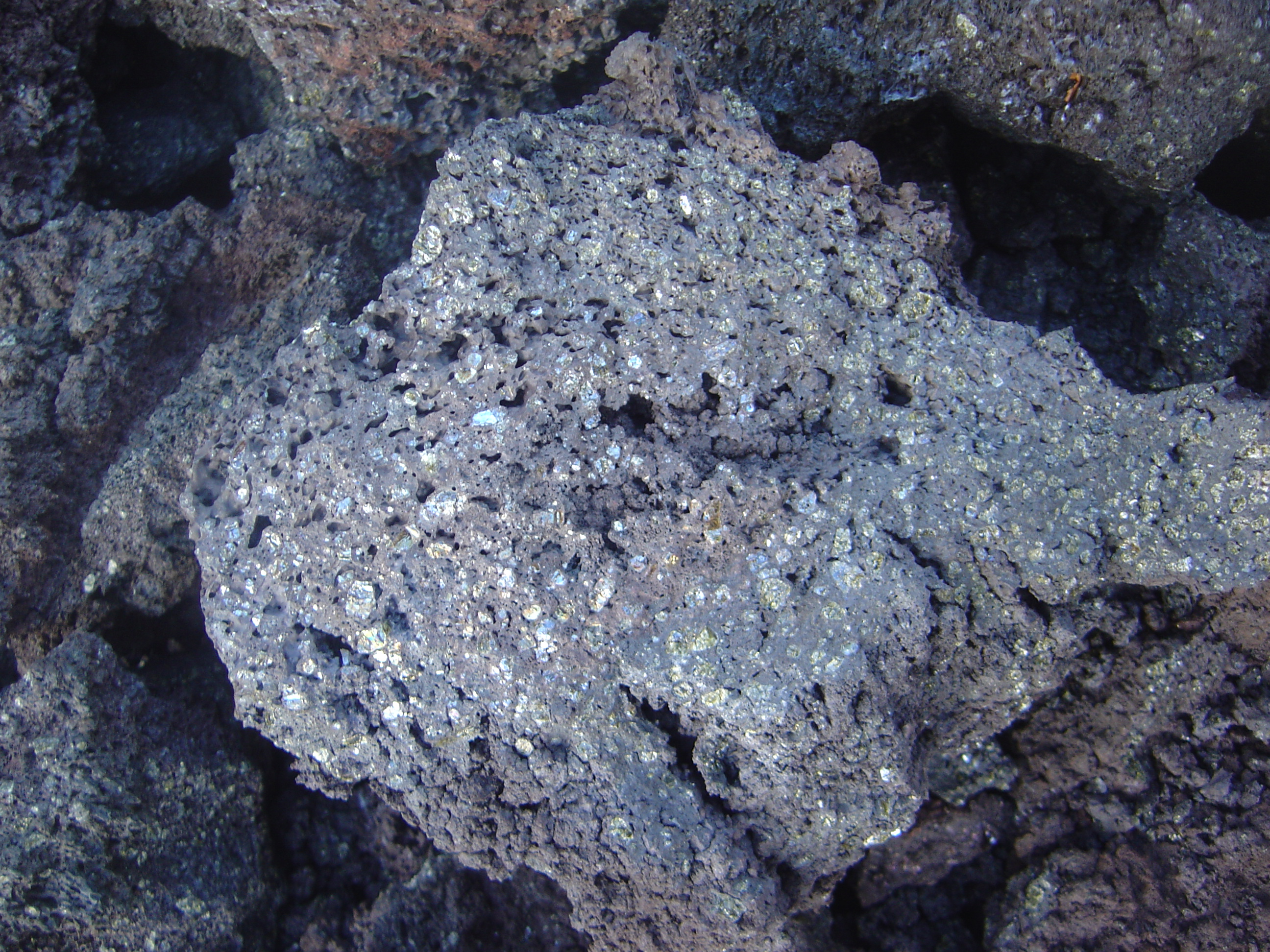
Basalto picrítico do Piton de la Fournaise

Basalto picrítico, picrobasalto ou oceanito é uma variedade de basalto olivínico de alto magnésio que é muito rico em olivina. É escuro com fenocristais de olivinas (20 a 50%) amarelo esverdeadas e piroxenas preta-marrom-escuras, sendo a maioria augita.
O basalto picrítico rico em olivina que ocorre com os basaltos toleíticos mais comuns de Kīlauea e os outros vulcões do Arquipélago do Havaí são resultados da acumulação de cristais de olivina em uma porção de câmara magmática ou em um lago de lava. A composição dessas rochas são bem representadas por misturas de olivina e basaltos toleíticos mais típicos.
O nome "picrito" pode ser também aplicado a um álcali-basalto rico em olivina: tais picritos são largamente constituídos de fenocristais de olivina e augitas ricas em titânio com menores quantidades de plagioclase em uma matriz de augita, além de plagioclase sódica e talvez analcita e biotita.
Picritos e komatiitos são um pouco parecidos quimicamente, mas a diferença é que as lavas komatiíticas são produtos de derretimentos mais ricos em magnésio, e bons exemplos exibem a textura spinifex. Em contraste, picritos são ricos em magnésio porque cristais de olivinas acumulam mais magnésio em derretimentos normais por processos magmáticos. Komatiitos são muito restritos ao período Arqueano.
Quando o termo oceanito foi inicialmente apresentado por Antoine Lacroix, foi usado para se aplicar somente a basaltos com mais de 50% de teor olivínico (ocorrência extremamente rara). Basalto picrítico é encontrado nas lavas de Mauna Kea e Mauna Loa no Hawaiʻi, em Curaçao, no vulcão Piton de la Fournaise situada em Reunião, e em várias outras ilhas oceânicas vulcânicas.
- Basalto picrítico tem sido irrompido em tempos históricos de Mauna Loa, durante as erupções de 1852 e 1868 (vindo de diferentes flancos de Mauna Loa).
- Basalto picrítico com 30% de olivina geralmente irrompe em Piton de la Fournaise.

## Usos mais comuns
O basalto olivínico é largamente usado por fundições, fabricantes e usuários de caldeiras, para proteger a área em torno do bico queimador ou para proteger o chão de metal derretido e similares. Seu uso nesta maneira é apropriada, já que a olivina é altamente refratária, um mineral de alto ponto de fusão.